# Ceresium flavicorne
Ceresium flavicorne är en skalbaggsart som beskrevs av Aurivillius 1927. Ceresium flavicorne ingår i släktet Ceresium och familjen långhorningar. Inga underarter finns listade i Catalogue of Life.